# 土华
土华（广州话拼音：tou2 waa2），位于中华人民共和国广东省广州市海珠区华洲街道，旧时为廣東番禺縣的一條村，又称土瓜、華溪，是彬社二十四鄉之一。世居村民姓梁、譚、黃。该村每年端午节时有赛龙舟的习俗。

## 历史
南宋末年，黃氏先祖由河南信陽遷入廣東南雄，大概在元代又由珠璣巷遷入土華，開闢阜豐里。随着梁、譚兩個姓遷入，逐漸開闢高閭、崇善、東華、育賢、懷寧、紫氣与就道等一些里坊。
清朝，屬番禺縣茭塘司。民国时期，屬番禺縣第二區茭塘司彬社鄉。1946年10月11日起屬廣州市。1951年屬新滘區。1956年5月，撤區，改屬小洲鄉。1958年8月，屬新滘人民公社。1960年7月，随公社屬海珠區。 1961年8月，随公社改屬芳村區。1962年8月，随公社改屬廣州市郊區。1984年1月，撤公社，改屬新滘區公所。1986年5月20號，改屬海珠區新滘公社。1987年，屬廣州市郊區新滘鎮。2002年，屬華洲街道。

## 古迹

### 庙宇
| 名                | 地址         | 現況 |
| ----------------- | ------------ | ---- |
| 天后古廟          | 東華大街2號  | 现存 |
| 洪聖古廟          | 廟前大街20號 | 现存 |
| 玉虚宮 （東山廟） | 東頭岡東麓   | 已拆 |
| 天后宮 （西山廟） | 西頭岡       | 已拆 |

### 祠堂
| 名         | 堂號   | 主祀                                   | 地址          | 現況                   |
| ---------- | ------ | -------------------------------------- | ------------- | ---------------------- |
| 黃氏宗祠   | 致敬堂 | 黃氏先祖歷代宗親                       | 阜豐里        | 现存                   |
| 梁氏大宗祠 | 追遠堂 | 始祖（登仕）                           | 華洲路285號   | 海珠區文物保護單位     |
| 伯攜梁公祠 |        | 四世（伯攜）                           | 崇善大街32號  | 现存                   |
| 景福梁公祠 | 敦本堂 | 六世（景福）                           | 紫氣前街6號   | 海珠區不可移動文物     |
| 景祥梁公祠 |        | 六世（景祥）                           | 崇善大街25號  | 海珠區不可移動文物     |
| 鞏圖梁公祠 | 思安堂 | 十世（羅峰）                           | 懷寧前街10號  | 海珠區不可移動文物     |
| 梁永和堂   | 永和堂 | 十五世（殿光）                         | 崇善右五巷    | 现存                   |
| 祖興譚公祠 | 永思堂 | 始祖（伯倉） 四世（進峰） 七世（祖興） | 東華大街4號   | 海珠區登記保護文物單位 |
| 裔興譚公祠 | 光裕堂 | 七世（裔興）                           | 育賢大街21號  | 海珠區登記保護文物單位 |
| 法瀁譚公祠 |        | 法瀁祖                                 | 育賢左四巷3號 | 海珠區不可移動文物     |
| 粵江譚公祠 |        | 粵江祖                                 | 村東          | 已拆                   |
| 聖裔譚公祠 |        | 聖裔祖                                 |               | 已拆                   |

### 碑
- 土華禁械鬥碑

## 交通
- 巴士：45路、252路、270路、361路、468路、764路